# Carlos Mora Sabaté
Carlos Mora Sabaté (* 19. März 1990 in Tarragona) ist ein spanischer Volleyballspieler.

## Karriere
Sabaté begann seine Karriere in seiner Heimatstadt bei Tarragona SPSP. 2009 gab er sein Debüt in der spanischen Nationalmannschaft. 2011 wechselte der Zuspieler zu Fábregas Saragossa. Im gleichen Jahr spielte er erstmals in der Volleyball-Europaliga. In der Saison 2012/13 war er bei Ushuaïa Ibiza aktiv. Anschließend wechselte er zu CV Teruel. Mit dem Verein wurde er 2014 spanischer Meister. Außerdem erreichte er das Halbfinale im nationalen Pokal sowie das Viertelfinale im CEV-Pokal gegen Generali Haching. 2014 wechselte der Spanier zum deutschen Bundesligisten SVG Lüneburg. Mit den Norddeutschen erreichte er in der Saison 2014/15 das DVV-Pokalfinale und das Playoff-Halbfinale. Mit der Nationalmannschaft spielte Sabaté in der Volleyball-Weltliga 2015. In der Saison 2015/16 erreichte Sabaté mit Lüneburg jeweils das Halbfinale im DVV-Pokal und den Playoffs. Im Sommer 2016 stand der Zuspieler erneut im spanischen Kader für die Weltliga. Jeweils das Viertelfinale erreichte Sabaté mit dem Verein im DVV-Pokal 2016/17 und den Bundesliga Playoffs. Danach wechselte er zum niederländischen Erstligisten Abiant Lycurgus Groningen. Mit dem Verein erreichte er das nationale Pokalfinale und wurde niederländischer Meister. Nach dem Ausscheiden in der zweiten Runde der Champions League unterlag er mit Groningen im Sechzehntelfinale des CEV-Pokals. In der Saison 2018/19 spielte Sabaté beim spanischen Verein CV L’Illa Grau in Castellón de la Plana. 2019 kehrte er zu seinem Heimatverein Tarragona SPSP zurück.